# IK Lydia/Marathon
IK Lydia/Marathon (även kallat LM-74) var en fotbollsklubb från Malmö. Klubben grundades 1974 genom sammanslagningen av BK Lydia och IK Marathon. Klubben spelade under namnet IK Lydia/Marathon fram till 2001, då föreningen bytte namn till LM Lilla Torg. 2006 slogs föreningen ihop med IF Allians och bildade Lilla Torg FF.
Föreningens hemmaplan var Mariedals IP.